# Slaný
Slaný település Csehországban, a Kladnói járásban. Slaný Neprobylice, Knovíz, Jemníky, Hrdlív, Beřovice, Třebichovice, Tuřany, Přelíc, Smečno, Libovice, Žižice, Studeněves, Kutrovice, Královice és Dřínov településekkel határos. Lakosainak száma 16 740 fő (2024. január 1.).

## Népesség
A település lakosságának változását az alábbi diagram mutatja:
| Lakosok száma | 7422 | 9491 | 9124 | 12 089 | 14 705 | 15 274 | 15 515 | 15 834 | 15 945 | 16 740 |
|               | 1869 | 1900 | 1921 | 1961   | 1980   | 2011   | 2016   | 2019   | 2021   | 2024   |